# 31 de abril (película)
31 de abril es un documental ficticio chileno del año 2009. Dirigido por Víctor Cubillos y protagonizado por Cristián Cubillos (hermano menor del Director).

## Sinopsis
Un joven cineasta (demasiado joven y ¿cineasta?) quiere hacer una película sobre su hermano. Más bien, sobre cómo la trágica muerte de su hermano impactó en su familia y en sus amistades. Ese es el argumento de esta película, una sorprendente película para espectadores atentos. Casi podría decirse que "31 de abril" se disfruta mucho más en una segunda visión. Es más, en una segunda visión la película hasta cambia completamente de género.
“La idea es mezclar el género del documental con la ficción. Así, es el propio espectador quien deberá resolver cuando está viendo algo real o algo actuado. Pienso que un trabajo como éste se presenta como una novedad y un desafío para el espectador”. Con esta breve descripción el cineasta Víctor Cubillos explica la etiqueta de “falso documental”. 

## Elenco
- Cristián Cubillos
- Manuel Cubillos
- Vera Puelma
- Leonardo Cubillos
- Tomás Cubillos
- Katrin Beisken
- José Campos
- Jorge Canals